# Zăuan
Zăuan (węg. Szilágyzovány) – wieś w Rumunii, w okręgu Sălaj, w gminie Ip. W 2011 roku liczyła 962 mieszkańców.